# Monument (Colorado)
Monument is een plaats (town) in de Amerikaanse staat Colorado, en valt bestuurlijk gezien onder El Paso County.

## Demografie
Bij de volkstelling in 2000 werd het aantal inwoners vastgesteld op 1971.
In 2006 is het aantal inwoners door het United States Census Bureau geschat op 2533, een stijging van 562 (28,5%).

## Geografie
Volgens het United States Census Bureau beslaat de plaats een oppervlakte van
12,0 km², geheel bestaande uit land. Monument ligt op ongeveer 2111 m boven zeeniveau.

## Plaatsen in de nabije omgeving
De onderstaande figuur toont nabijgelegen plaatsen in een straal van 24 km rond Monument.